# John Baskerville

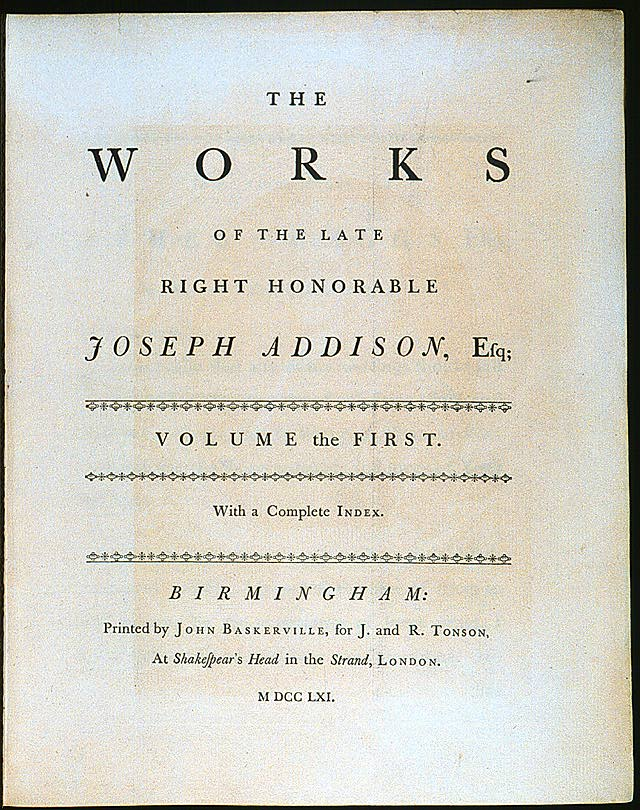
Tipos Baskerville en las obras de Addison de 1761.

John Baskerville (Wolverley, Worcestershire, Inglaterra, 28 de enero de 1706–Birmingham, 8 de enero de 1775) fue un impresor inglés, miembro de la Royal Society of Arts. Dirigió a su pupilo John Handy en el diseño de numerosas fuentes tipográficas.
Su trabajo fue criticado por competidores envidiosos y pronto cayó en desgracia, aunque desde los años 20 muchas nuevos tipos de letra que han sido publicados por Linotype, Monotype, y otras empresas son nuevas versiones de su trabajo, conocido normalmente como tipografía Baskerville.
Se cree que Sir Arthur Conan Doyle, quien vivió en Birmingham, pudo haber tomado prestado su nombre para uno de sus relatos de Sherlock Holmes, El sabueso de los Baskerville.
Como ateo que fue, Baskerville fue enterrado, bajo su propia voluntad, en tierra no consagrada de su propio patio. Cuando un canal fue construido en la tierra que fue ubicado, Baskerville fue mantenido en una casa de depósitos por muchos años antes de que fuera secretamente depositado en la cripta de Christ Church, Birmingham. Después fue movido de nuevo, junto con otros cuerpos, a tierra consagrada en el cementerio Warstone Lane Cemetery.
Fue miembro esporádico de la Sociedad Lunar.

## Escultura
Se encuentra una escultura en su honor en Portland Stone llamada Industry and Genius, en Centenary Square, Birmingham. Fue hecha por el artista local David Patten.